# Musenalp-Express
Der Musenalp-Express war eine schweizerische Jugendzeitschrift, die zwischen 1976 und 1990 in der Deutschschweiz grosse Verbreitung und Beachtung gefunden hat. Im Jahr 2005 wurde ein Comeback angekündigt, und das Magazin sollte viermal jährlich erscheinen. Es blieb aber bei drei Ausgaben.

## Geschichte der Zeitschrift
Ursprünglich wollte der Gründer Othmar Beerli jungen Schülern und Lehrlingen mit seinem Junior Discount Service begehrte Artikel speziell der Unterhaltungselektronik auf einem Flugblatt preisgünstig anbieten. Dann kam er auf die Idee, selbst verfasste Texte von Jugendlichen darauf zu veröffentlichen. So entstand 1976 der erste Musenalp-Express.
Das Erfolgskonzept der Zeitschrift bestand darin, dass junge Leser eigene Beiträge (Gedichte, Kurzgeschichten, Leserfotos, Reiseberichte, Tagebücher, Interviews und Reportagen) veröffentlichen und zugleich aus einem Versandkatalog bestellen konnten. Das Magazin war kostenlos und wurde bald in vielen Schulhäusern, Bibliotheken etc. aufgelegt.
Ab 1988 wurde das Heft auch in der Bundesrepublik Deutschland über die damals über 17'500 Postämter der Deutschen Bundespost kostenlos vertrieben.